# حشمت‌الله طبرزدی
حشمت‌الله طبرزدی (زادهٔ ۱ فروردین ۱۳۳۸ در روستای دُرّ از توابع گلپایگان اصفهان) روزنامه‌نگار، فعال سیاسی و فارغ‌التحصیل رشته مهندسی عمران از دانشگاه پلی تکنیک تهران (امیر کبیر) است.
حشمت اله طبرزدی در طول زندگی خود در ایران، بارها حبس شده‌است. او هم‌اکنون در حبس است. او که از اعضای اولیه دفتر تحکیم وحدت در دهه شصت بود با انشعاب از این گروه در سال ۱۳۶۳ به همراه برخی دیگر «اتحادیه انجمن‌های اسلامی دانشجویان و فارغ‌التحصیلان دانشگاه‌ها و مراکز آموزش عالی» را تأسیس کرد.

## زندگی‌نامه
حشمت الله طبرزدی در ابتدا از هواداران جدی جمهوری اسلامی از جمله سید علی خامنه‌ای و اکبر هاشمی رفسنجانی و مروج طرح مرجعیت سید علی خامنه‌ای بود. او را مبدع عبارت «امام خامنه‌ای» می‌دانند. اما با آغاز تورم شدید در دوران ریاست جمهوری هاشمی رفسنجانی به منتقد وی تبدیل و در دوران پس از دوم خرداد نیز به یکی از منتقدان جدی خامنه‌ای بدل شد.
حشمت الله طبرزدی در سال ۷۵ کاندیدای انتخابات ریاست جمهوری شد ولی رد صلاحیت وی ازسوی شورای نگهبان، موفق به حضور در کارزار انتخاباتی نشد. او با تأسیس دفاتر اتحادیه در بیشتر استان‌های کشور فعالیت گسترده را رهبری می‌کرد که پس از انتخاب خاتمی نیز فعالیت‌شان ادامه یافت. اوج فعالیت جنبش تحت رهبری او، در میتینگ ۲۹ مهر سال ۷۶ بود که با موضوع نهادهای فراقانونی برگزار شد و آن‌ها را به چالش کشید. قبل از آن نیز در نهم و نوزدهم مهرماه همان سال چنین میتینگ‌هایی در ارومیه و تبریز با اقبال مردمی مواجه گردید و گسترش دامنه موضوعات آن به تهران، جنبش دانشجویی ایران را وارد فاز جدیدی از مبارزه نمود و حکومت را با مطالبات جدی دانشجویی-مردمی روبرو ساخت. او در سال‌های پایانی دهه هفتاد به چهره شاخص دانشجویی مخالف جمهوری اسلامی بدل شد و جبهه دمکراتیک ایران را تأسیس کرد و خود را یک سکولار معرفی می‌کرد. او هم‌اکنون خود را دبیرکل جبهه دموکراتیک ایران می‌داند.

### تأسیس نشریات دانشجویی و افشای اختلاس ۱۲۳ میلیاردی
وی مدیر مسئول نشریات «پیام دانشجو»، «ندای دانشجو»، «هویت خویش» و «گزارش روز» بود. با وجود اینکه وی چندی پیش از رویداد ۱۸ تیر ۱۳۷۸ دستگیر و در زندان به سر می‌برد، اما به دلیل فعالیت هواداران «اتحادیه انجمن‌های اسلامی دانشجویان و فارغ‌التحصیلان دانشگاه‌ها و مراکز آموزش عالی» در جریان اعتراضات تیر ماه ۱۳۷۸ برخوردهای سختی با او در زمان بازداشت صورت گرفت.
هفته‌نامه پیام دانشجو در سال‌های میانه دهه هفتاد افشاگری‌های گسترده‌ای پیرامون فساد اقتصادی و سیاسی در بدنه جمهوری اسلامی منتشر ساخت که یکی از مهم‌ترین آن‌ها اختلاس ۱۲۳ میلیارد تومانی در بانک صادرات بود.  نتیجه این افشاگری، اعدام یکی از متهمان و حبس ابد یکی دیگر از آنان شد. این نشریه پس از چند نوبت توقیف، لغو امتیاز شد. طبرزدی همچنین چند بار توسط وزارت اطلاعات دستگیر شده و مورد تهدید قرار گرفت.
افشای اختلاس ۱۲۳میلیاردی
سال ۱۳۷۴ حشمت اله طبرزدی در روزنامهٔ پیام دانشجو، اولین اختلاس پس از انقلاب را افشا کرد.
با افشای این اختلاس، موجی از فشار و تهدید، متوجه طبرزدی و یارانش در روزنامهٔ پیام دانشجو شد.
آن پرونده که توسط برادران رفیق دوست و فاضل خداداد، صورت گرفت با اعدام خداداد و حبس طولانی مدت برای مرتضی رفیق، همراه بود.
پس از آن بود که گروه‌های فشار با حمایت اکبر هاشمی رفسنجانی (رئیس‌جمهور وقت) و بعدتر با پشتیبانی علی خامنه ای، را به بهانهٔ «آبرو بری از نظام مقدس»، طبرزدی را به زندان محکوم کردند. ادامهٔ فشارهای وزارت اطلاعات به توقیف روزنامه پیام دانشجو انجامید.

### بازداشت در سال ۱۳۷۸
طبرزدی در جریان حمله به کوی دانشگاه، با اتهام «اقدام علیه نظام» محاکمه شد و به تحمل ۵ سال حبس محکوم شد.

### حضور فعال در جنبش سبز
حمایت‌های طبرزدی از جنبش سبز و گفتگوهای او با رسانه‌های خارجی موجب گردید که برای سه سال دیگر در سخت‌ترین شرایط به زندان برود. وی حرکت جنبش سبز را خودجوش و اصیل می‌داند و امیدوار است این جنبش منشأ تحولات عظیم و در نهایت تغییر رژیم شود. وی می‌گوید: «به نظر من جنبش سبز یک جنبش خودجوش یا خود به خودی است. برای این که هیچ‌کس از پیش برای آن برنامه‌ریزی نکرده بود. این یک جنبشی است که معلول تقلب، تجاوز، کشتار، سرکوب و اعتراف‌گیری است؛ ولی خود جوش بودن آن موجب این نمی‌شود که اهداف اصیلی در برنامه نداشته باشد. پس می‌توانیم آن را تحلیل کنیم. به لحاظ اجتماعی یا پایگاه طبقاتی این جنبش به طبقهٔ متوسط اجتماعی مربوط است. در واقع جامعهٔ شهری، تولیدگران، کسبه، تکنوکرات‌ها و نیز اداری‌ها، دانشجویان و دانش آموختگان در آن فعال هستند. اگر چه بخشی از کارگران یا روستاییان و کشاورزان نیز از آن حمایت می‌کنند اما این جنبش به پایگاه طبقاتی آن‌ها مرجوع و مربوط نیست. در عین حال زنان و فرهنگیان متوسط شهری در آن فعال هستند. جنبش، خاستگاه طبقاتی-اقتصادی معینی ندارد، ولی از یک پایگاه اجتماعی برخوردار است. من از کسانی که به دنبال باز تولید شکل دیگری از جمهوری اسلامی خط امامی هستند، دعوت می‌کنم برای یک‌بار هم که شده شعارهای اسلامی خود را در بین جنبش سبزی‌ها که خود طلایه داران آن هستند، بیان کنند تا دریابند که هیچ‌کس طالب این شعارها نیست پس مردم ما از حکومت دینی گذر کرده‌اند.»

### بازداشت در سال ۱۳۸۸

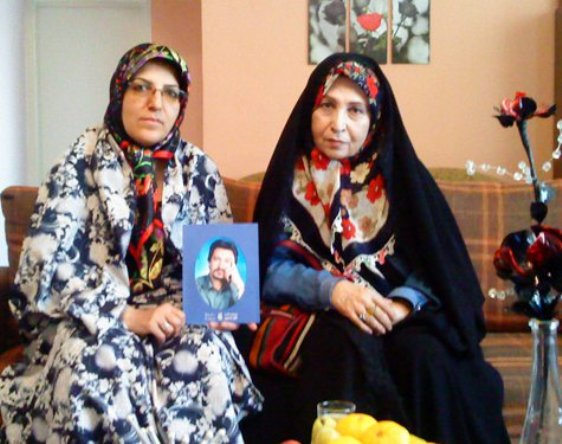
زهرا رهنورد همسر میرحسین موسوی در دیدار از محبوبه علی نقیان همسر حشمت الله طبرزدی. ۱۳۸۹ طبرزدی

طبرزدی روز ۷ دی‌ماه ۸۸، بلافاصله پس از تظاهرات هواداران جنبش سبز ایران در تاسوعا و عاشورا (۵ و ۶ دی ۱۳۸۸) توسط مأموران وزارت اطلاعات بازداشت و به زندان اوین منتقل شد. وی در اکتبر ۲۰۱۰ طبرزدی به ۹ سال زندان و ۷۴ ضربه شلاق برای اقدام علیه امنیت ملی و توهین به رهبر محکوم شد. این حکم بعداً به ۸ سال زندان تقلیل یافت. مجازات تکمیلی او، محرومیت ۱۰ ساله از فعالیت اجتماعی بود.
در هنگامهٔ جنبش سبز وی در زندان زیر شکنجه‌های سخت قرار گرفت و دست به اعتصاب غذا زد در پی آن صد و بیست و هشت شخصیت سیاسی، حقوق بشری، نویسنده، شاعر، هنرمند، پزشک، استاد دانشگاه، روزنامه‌نگار، ناشر و بیست و سه نهاد از سراسر جهان، طی نامه‌ای به دبیرکل سازمان ملل و گزارشگر ویژه حقوق بشر ایران خواستار رسیدگی به وضع وخیم زندانی سیاسی حشمت الله طبرزدی دبیرکل جبهه دمکراتیک ایران شدند. طبرزدی بارها اعلام کرد که برای رسیدن به آزادی و دمکراسی باید هزینه داد و از رفتن به زندان و تحمل سختی‌هایش هراسی ندارم.
احمد شهید گزارشگر وِیژه سازمان ملل در گزارش سپتامبر ۲۰۱۱ خود در بند ۲۷ گزارش خود از وضعیت حقوق بشر در ایران دربارهٔ حشمت الله طبرزدی چنین نوشت: حشمت الله طبرزدی فعال سیاسی و دبیرکل جبهه دموکراتیک ایران در ۲۷ دسامبر ۲۰۰۹ دستگیر و به زندان اوین منتقل شد. بر اساس گزارش‌ها در سلول انفرادی نگهداری و شکنجه شده‌است. پس از اعتراض به اعدام ۵ زندانی سیاسی، طبرزدی به زندان رجایی شهر منتقل شد. طبرزدی در نامه‌ای که از زندان نوشت از دادگاه‌های بین‌المللی خواست که به شکایت او علیه سید علی علی خامنه‌ای رهبر ایران رسیدگی کنند. در آوریل ۲۰۱۱ طبرزدی به همراه دیگر زندانیان در زندان رجایی شهر در اعتراض به شرایط زندان دست به اعتصاب غذا زد.
طبرزدی در طول دوران حبس، به یک مرخصی ۱ ساله در بین سال‌های ۱۳۹۱ تا ۱۳۹۲ آمد و در دیماه ۱۳۹۲ به زندان بازگشت.
طبرزدی نامه‌ای سرگشاده به رهبر جمهوری اسلامی نوشت و در آن ضمن انتقادات تند، رهبران جمهوری اسلامی را دعوت کرد به آنچه «راه مردم» نامید گام بگذارند. تیتر این نامه تند و انتقادی چنین بود: «علی شکنجه‌گاه نداشت.» همین نامه باز موجب برخورد و بازداشت و تبعات سخت بعدی برای او گردید. نوشتن مقاله‌ای در تاریخ ۱ اردیبهشت ۱۳۹۳ با عنوان «سرزمین مادری ویرانه شد» در دوران زندان، سبب شد تا پرونده جدیدی علیه او در شعبهٔ ۵ بازپرسی زندان اوین باز شود. او به اتهام «اقدام علیه امنیت ملی» مورد بازرسی قرار گرفت.
طبرزدی در تیرماه ۱۳۹۴ پس از تحمل ۵ سال حبس از زندان آزاد شده بود.

### بازداشت در سال ۱۳۹۵
او در ۲۸ اردیبهشت ماه ۱۳۹۵ بازداشت شد و به بازداشتگاه ۲۰۹ وزارت اطلاعات (اوین) منتقل شد. به گفته خانواده او، وی به محض بازداشت، دست به اعتصاب غذا زده‌است. به گفته پسرش، در اسفند ۱۳۹۴ احضاریه به آنها ابلاغ شده بود که طبرزدی از آن سربازده بود و بازداشت او به همین خاطر بوده‌است. وی در ۲۳ تیر ۱۳۹۵ با قرار وثیقه آزاد شد.

### حضور در اعتراضات ۱۳۹۶
او از جمله ۱۵ فعال سیاسی و مدنی بود که در بهمن ۱۳۹۶ با تأکید بر «اصلاح‌ناپذیری» نظام جمهوری اسلامی ایران خواستار برگزاری همه‌پرسی تحت نظارت سازمان ملل متحد برای «گذار مسالمت‌آمیز» از حکومت فعلی «به یک دموکراسی سکولار پارلمانی» شد. اقدامات او منجر شد تا در دادگاهی به تحمل ۶ سال زندان محکوم شود. موارد اتهامی او «اجتماع و تبانی» و «تبلیغ علیه نظام» بود. وی چند روز بعد از بازداشت، با قرار وثیقه ۲۰۰ میلیونی آزاد شد.

### بازداشت در سال ۱۳۹۸
طبرزدی در ۷ آبان ۱۳۹۸ که برای شرکت در مراسم روز «بزرگداشت کوروش» به شیراز سفر کرده بود توسط نیروهای امنیتی بازداشت شده و خانه او در تهران تفتیش شده‌است.
او در اسفند ۱۳۹۹ در حالی که کمتر از ۴ ماه به انتخابات ریاست جمهوری ۱۴۰۰ در ایران باقی مانده بود، با ایجاد کمپینی به منظور تحریم انتخابات، صفحه رأی شناسنامه خود را در مقابل دوربین برنامه زنده کانال یک آمریکا آتش زد و از مردم ایران خواست که در حرکتی مشابه در چهارشنبه سوری پیش رو، به این کمپین و مخالفت با حکومت جمهوری اسلامی بپیوندند. طبرزی بارها به عنوان میهمان در شبکه صدای آمریکا شرکت داشته‌است.

### بازداشت در سال ۱۴۰۰
پس از حضور طبرزدی به همراه چند نفر دیگر از اعضای شورای مرکزی جبهه دموکراتیک ایران بر مزار ستار بهشتی در گلپایگان، درآبان ماه ۱۴۰۰، بازداشت و به اصفهان منتقل شد. در جریان این بازداشت، او به ۲۱ مورد اتهامی متهم شد.

#### بازداشت ۳۱ شهریور۱۴۰۲
پس کشته شدن مهسا امینی، حشمت اله طبرزدی از زنان، جوانان، قومیت‌ها، دانشجویان، کارگران و دیگر اقشار جامعه، برای اعتراض، اعتصاب و مطالبه گری، دعوت به عمل آورد. این موضوع سبب شد با گذشت ۵روز از قتل مهسا امینی، حشمت اله طبرزدی و دو پسرش (علی و محمد)، در منزل مادرش (گلپایگان) با ضرب و شتم، بازداشت شدند. نیروهای امنیتی همان شب، علی و محمد را آزاد کردند اما طبرزدی را به بند امنیتی زندان دستگرد (مرکزی) اصفهان انتقال دادند. او به مدت ۶۷روز در انفرادی وزارت اطلاعات تحت شکنجه و بازجویی قرار گرفت. پس از آن به بند ۵(سلامت) زندان مرکزی اصفهان منتقل شد. اسارت در تبعید طبرزدی برای مدت‌ها بدون تماس و دیدار با خانواده، صورت گرفت. پس از آن و در پی تفهیم اتهامات واهی از سوی بازپرسی، پروندهٔ طبرزدی به شعبه اول دادگاه انقلاب اصفهان به ریاست قاضی براتی واصل گردید.

#### حکم شعبه ۱ دادگاه انقلاب اصفهان
دادگاه وی در شعبه ۱ دادگاه انقلاب اصفهان برگزار شد و در پی آن در تاریخ ۵ خرداد ۱۴۰۲ دادگاه او را به تحمل ۴۵ سال و ۶ ماه حبس تعزیری محکوم کرد. موارد اتهامی او «تبلیغ علیه نظام»، «همکاری با دولت متخاصم» و «محاربه» عنوان شده بود. به گفته وکیل او، موارد متعدد اتهامی در موضوع محاربه در این دادگاه به او وارد شده‌است که می‌تواند به حکم اعدام منجر شود.
او در طول دوران اجرای جلسات دادگاه، بارها از بی‌اعتبار بودن و غیرصالحه بودن این دادگاه‌ها سخن گفت.

#### حکم شعبه ۲۶ دادگاه انقلاب تهران
برای طبرزدی در حالی که در بازداشتگاه به جهت حکمی دیگر به سر می‌برد، دادگاهی به ریاست ایمان افشاری در ۲ آبان ۱۴۰۲ برگزار شد و بر اساس شعبه ۲۶ دادگاه انقلاب تهران، به اتهام «تبلیغ علیه نظام» و «تبانی به قصد برهم زدن امنیت داخلی و خارجی» محاکمه و به تحمل ۴ سال حبس محکوم شد.

## تحصیلات
حشمت الله طبرزدی دوره ابتدایی را در «دبستان دانش دُرّ» در روستای دراز توابع گلپایگان گذراند. او دبیرستان را در دبیرستان فردوسی شهر گلپایگان در مقطع هفتم و هشتم دبیرستان و سپس در آبادان تا مقطع دیپلم ادامه داد. او در مهر ماه ۵۶ در مقطع کارشناسی مهندسی عمران وارد مدرسهٔ عالی ساختمان وابسته به دانشگاه پلی تکنیک تهران شد و در سال ۶۸ خورشیدی فارغ‌التحصیل گردید.

## آثار
۶۵ خاطره از زندان رجایی شهر مربوط به دههٔ ۹۰، جلد اول تاریخ چاپ سال ۱۴۰۰

## نگارخانه

حشمت الله طبرزدی در حین سخنرانی دبیرستان دانشگاه ملی سال ۱۳۵۹، در سن ۲۱ سالگی
توقیف پیام‌دانشجو
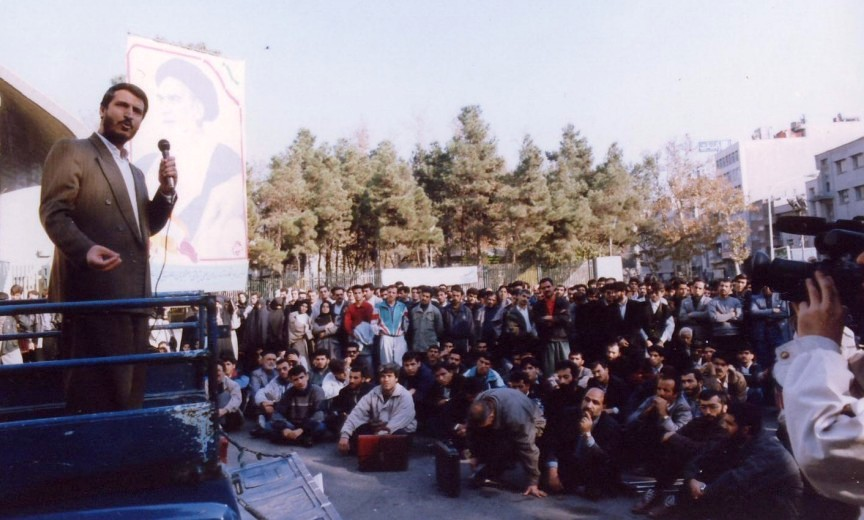
میتینگ طبرزدی (برای اولین بار بیان شد که ولایت فقیه هم در چارچوب قانون است) مقابل دانشگاه تهران ۲ آذر ماه ۱۳۷۵ پس از آزادی از زندان